# Banyuurip (Kalidawir)
Banyuurip is een bestuurslaag in het regentschap Tulungagung van de provincie Oost-Java, Indonesië. Banyuurip telt 2431 inwoners (volkstelling 2010).